# Tal Ben-Haim (1982)
Tal Ben-Haim (Hebreeuws: טל בן-חיים) (Risjon Letsion, 31 maart 1982) is een Israëlisch betaald voetballer die centraal of rechts in de verdediging speelt. Hij tekende in juli 2014 een eenjarig contract bij Charlton Athletic FC, dat hem transfervrij overnam van Standard Luik. In februari 2002 debuteerde hij in het nationale team van Israël, waarvoor hij meer dan zeventig interlands speelde. Met Portsmouth stond hij (als bankzitter) op 15 mei 2010 in de finale van de strijd om de FA Cup. Daarin verloor de ploeg van trainer-coach Avram Grant met 1-0 van Chelsea door een treffer in de 59ste minuut van Didier Drogba.

## Carrière
| Seizoen                       | Club                 | Land              | Competitie         | Duels | Doelp. |
| ----------------------------- | -------------------- | ----------------- | ------------------ | ----- | ------ |
| 2000/01                       | Maccabi Tel Aviv     | Vlag van Israël   | Ligat Ha'Al        | 1     | 0      |
| 2001/02                       | Maccabi Tel Aviv     | Vlag van Israël   | Ligat Ha'Al        | 29    | 1      |
| 2002/03                       | Maccabi Tel Aviv     | Vlag van Israël   | Ligat Ha'Al        | 29    | 0      |
| 2003/04                       | Maccabi Tel Aviv     | Vlag van Israël   | Ligat Ha'Al        | 26    | 1      |
| 2004/05                       | Bolton Wanderers     | Engeland          | Premier League     | 21    | 1      |
| 2005/06                       | Bolton Wanderers     | Engeland          | Premier League     | 35    | 0      |
| 2006/07                       | Bolton Wanderers     | Engeland          | Premier League     | 32    | 0      |
| 2007/08                       | Chelsea              | Engeland          | Premier League     | 13    | 0      |
| 2008/09                       | Manchester City      | Engeland          | Premier League     | 9     | 0      |
| 2008/09                       | → Sunderland         | Engeland          | Premier League     | 5     | 0      |
| 2009/10                       | Portsmouth FC        | Engeland          | Premier League     | 22    | 0      |
| 2010/11                       | → West Ham United    | Engeland          | Premier League     | 8     | 0      |
| 2011/12                       | Portsmouth FC        | Engeland          | Championship       | 33    | 0      |
| 2012/13                       | Queens Park Rangers  | Engeland          | Premier League     | 3     | 0      |
| 2013/14                       | Standard Luik        | Vlag van België   | Jupiler Pro League | 10    | 0      |
| 2014/15                       | Charlton Athletic FC | Vlag van Engeland | Championship       | 37    | 0      |
| 2015/16                       | Maccabi Tel Aviv     | Vlag van Israël   | Ligat Ha'Al        | 13    | 0      |
| 2016/17                       | Maccabi Tel Aviv     | Vlag van Israël   | Ligat Ha'Al        | 11    | 0      |
| 2017/18                       | Maccabi Tel Aviv     | Vlag van Israël   | Ligat Ha'Al        | 1     | 0      |
| Totaal                        | Totaal               | Totaal            | Totaal             | 344   | 3      |
| Bijgewerkt op 21 januari 2017 |                      |                   |                    |       |        |

## Erelijst
| Ligat Ha'Al              | 1x | 2002/03 |
| Israëlische voetbalbeker | 1x | 2001/02 |